# Puente la Reina
Puente la Reina (spanska) eller Gares (baskiska), officiellt Puente la Reina/Gares, är en kommun i Spanien.   Den ligger i provinsen och regionen Navarra, i den nordöstra delen av landet, 300 km nordost om huvudstaden Madrid. Antalet invånare är 2 835.